# Ernesto Maria Fiore
Ernesto Maria Fiore (ur. 2 lipca 1918 w Troina, zm. 30 października 2001) – włoski duchowny katolicki, arcybiskup, dziekan Roty Rzymskiej.

## Życiorys
Święcenia kapłańskie przyjął 7 czerwca 1942. Święcony był dla diecezji Nikozji. 30 stycznia 1957 r. został mianowany obrońcą węzła małżeńskiego w Trybunale Roty Rzymskiej, zaś 23 czerwca 1960 sędzią audytorem. 6 czerwca 1985 r. Jan Paweł II mianował go Dziekanem Roty Rzymskiej. 16 grudnia 1991 został mianowany arcybiskupem tytularnym Novi. Sakrę biskupią przyjął 6 stycznia 1992 r. Głównym konsekratorem był papież Jan Paweł II, zaś współkonsekratorami byli Giovanni Battista Re oraz Josip Uhač. 2 lipca 1993 r. Jan Paweł II przyjął rezygnację Ernesto Maria Fiore ze stanowiska Dziekana Roty Rzymskiej ze względu na wiek. Papież, jak sam stwierdza, „z uczuciem” wspomniał o nim w swym dorocznym przemówieniu do Trybunału Roty Rzymskiej wygłoszonym 28 stycznia 1994.